# Cicurina travisae
Cicurina travisae là một loài nhện trong họ Dictynidae.
Loài này thuộc chi Cicurina. Cicurina travisae được Willis J. Gertsch miêu tả năm 1992.